# Teatro Malibran

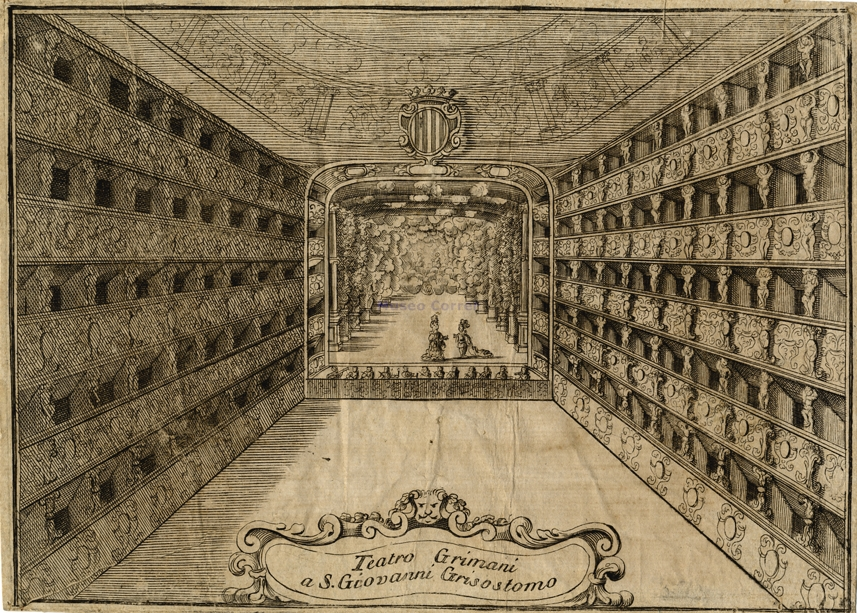
Innenansicht des Teatro Grimani a San Giovanni Grisostomo von 1709 von Vincenzo Maria Coronelli

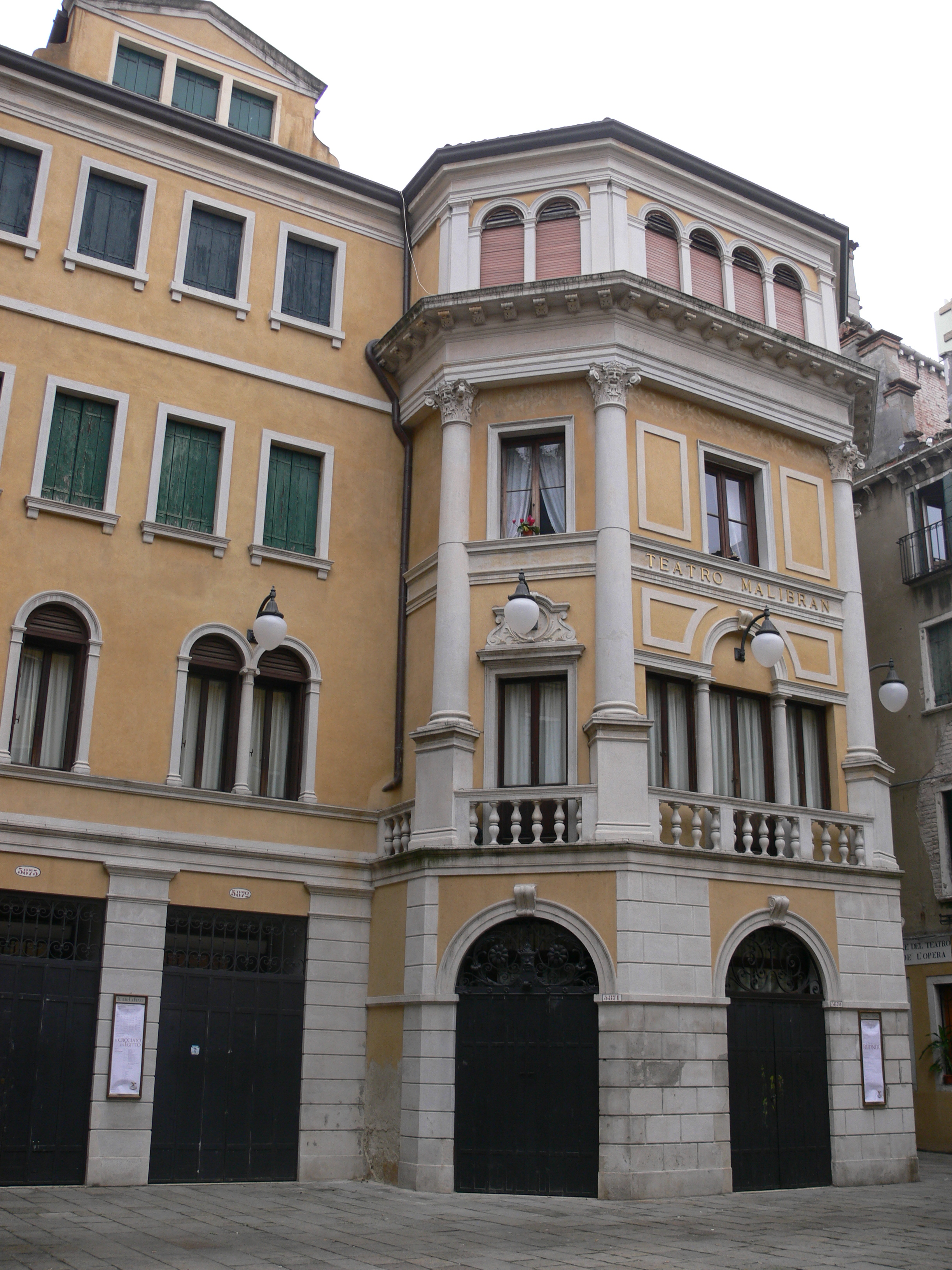
Fassade des Teatro Malibran heute

Das Teatro Malibran, früher das Teatro San Giovanni Grisostomo (heute meist: Crisostomo), ist ein Opernhaus im Stadtteil Cannaregio von Venedig, das sich etwa fünfzig Meter östlich von der Kirche San Giovanni Crisostomo befindet. Es ist wegen seiner außerordentlichen Bedeutung für die Oper im 17. und 18. Jahrhundert bekannt. Das Theater war reich verziert und umfasste fünf Etagen Logen und ein großes Parterre. Heute gibt es seitlich keine Logen mehr und hinten zwei Ränge.

## Geschichte

Nachtansicht des Theaters

Das Theater wurde von Tommaso Bezzi für die Familie Grimani konzipiert und während des Karnevals im Jahre 1678 mit einer Vorstellung des Vespasiano von Carlo Pallavicino eingeweiht. Das Theater verfügte damals über die größte Bühne von Venedig und wurde für seine außerordentlich aufwendigen Inszenierungen und seine guten Sänger – wie etwa Margherita Durastanti bekannt, die hier als Primadonna von 1709 bis 1712 wirkte. Die Blütezeit des Theaters war mit Komponisten wie Carlo Francesco Pollarolo, Alessandro Scarlatti und Georg Friedrich Händel verbunden. Auch der Kastrat Farinelli stand auf der Bühne dieses Hauses.
In den 1730er Jahren begann der Niedergang als eines der führenden Theater Venedigs, allerdings war das für die meisten Theater in der Mitte des 18. Jahrhunderts typisch. Im Jahre 1737, als Carlo Goldoni für das Theater verantwortlich war, wurden seine Theaterstücke und andere Schauspiele hier gegeben. Im Jahr 1755 eröffnete die Familie Grimani ein neues und kleineres Theater, das San Benedetto, dadurch verlor das San Giovanni Grisostomo unter den Theatern Venedigs zusätzlich an Bedeutung.
Nach der französischen Besetzung Venedigs 1797 war dieses Theater eines der wenigen, die nicht geschlossen wurden. Im Jahr 1819 wurde es von Giovanni Gallo gekauft, der es 1834 restaurierte, und 1837 erhielt es den Namen Teatro Malibran, zu Ehren seiner Mäzenin, der berühmten spanischen Mezzosopranistin Maria Malibran. Im Jahr 1849 kamen die Österreicher nach Venedig zurück, die unter den zahlreichen Theatern nur dieses eine offen ließen.
1919 wurde das Theater nach einer Reihe von Jahren wiedereröffnet und war in der ersten Hälfte des 20. Jahrhunderts ein Zentrum für Oper, Operette und diente auch als Kinosaal. Im Jahr 1992 wurde das Theater von der Stadt Venedig erworben, bei dieser Gelegenheit wurde es restauriert und erweitert.
Nach dem Brand des Teatro La Fenice (1996) wurde das Teatro Malibran rasch renoviert und 2001 wieder eröffnet. Seither wird das Haus vom Ensemble des Teatro La Fenice bespielt. Marcello Viotti, der erste musikalische Leiter nach der Wiedereröffnung, sah in seinem Nutzungskonzept vor, dass das Haus für die Darbietung des Barock-Repertoires und von Mozart-Opern verwendet werde.

## Uraufführungen 1678 bis 1808 (Auswahl)
- Vespasiano von Carlo Pallavicino, 1678
- Nerone von Carlo Pallavicino, 1679
- Il ratto delle Sabine von Pietro Simone Agostini, 1680
- Antioco il grande von Giovanni Legrenzi, 1681
- Creso von Giovanni Legrenzi, 1681
- Flavio Cuniberto von Gian Domenico Partenio, 1681
- Carlo re d’Italia von Carlo Pallavicino, 1682
- Flavio Cuniberto von Domenico Gabrielli, 1682
- Il re infante von Carlo Pallavicino, 1683
- Licinio imperatore von Carlo Pallavicino, 1683
- Ricimero re de' Vandali von Carlo Pallavicino, 1684
- Massimo Puppieno von Carlo Pallavicino, 1685
- Penelope la casta von Carlo Pallavicino, 1685
- Amore inamorato von Carlo Pallavicino, 1686
- Didone delirante von Carlo Pallavicino, 1686
- L’amazone corsara, ovvero L’Alvida regina de' Goti, 1686
- Elmiro re di Corinto von Carlo Pallavicino, 1686
- La Gerusalemme liberata von Carlo Pallavicino, 1687
- Carlo il Grande von Domenico Gabrielli, 1688
- Orazio von Giuseppe Felice Tosi, 1688
- La pace fra Tolomeo e Seleuco von Carlo Francesco Pollarolo, 1691
- Onorio in Roma von Carlo Francesco Pollarolo, 1692
- L’Ibraim sultano von Carlo Francesco Pollarolo, 1692
- La forza della virtù von Carlo Francesco Pollarolo, 1693
- Ottone von Carlo Francesco Pollarolo, 1694
- Irene von Carlo Francesco Pollarolo, 1694
- Il pastore d'Anfriso von Carlo Francesco Pollarolo, 1695
- La Rosimonda von Carlo Francesco Pollarolo, 1695
- Ercole in cielo von Carlo Francesco Pollarolo, 1696
- Amor e dovere von Carlo Francesco Pollarolo, 1696
- Marzio Coriolano von Carlo Francesco Pollarolo, 1698
- Il Faramondo von Carlo Francesco Pollarolo, 1698
- Il repudio d'Ottavia von Carlo Francesco Pollarolo, 1699
- Lucio Vero von Carlo Francesco Pollarolo, 1699
- Il colore fa' la regina von Carlo Francesco Pollarolo, 1700
- Il delirio comune per l’incostanza dei genii von Carlo Francesco Pollarolo, 1700
- Catone Uticenze von Carlo Francesco Pollarolo, 1701
- L'odio e l'amore von Carlo Francesco Pollarolo, 1702
- Venceslao von Carlo Francesco Pollarolo, 1703
- La fortuna per dote von Carlo Francesco Pollarolo, 1704
- Il giorno di notte von Carlo Francesco Pollarolo, 1704
- Il Dafni von Carlo Francesco Pollarolo, 1705
- Filippo, re della Grecia von Carlo Francesco Pollarolo, 1706
- Flavio Bertarido, re dei Longobardi von Carlo Francesco Pollarolo, 1706
- Il selvaggio eroe von Antonio Caldara, 1707
- Alessandro in Susa von Luigi Mancia, 1708
- Sofonisba von Antonio Caldara, 1708
- Il vincitor generoso von Antonio Lotti, 1709
- Agrippina von Georg Friedrich Händel, 1709
- Ama più chi men si crede von Antonio Lotti, 1709
- Il comando non inteso et ubbidito von Antonio Lotti, 1710
- Isacio tiranno von Antonio Lotti, 1710
- Il tradimento traditor di se stesso von Antonio Lotti, 1711
- La forza del sangue, von Antonio Lotti, 1711
- L’infedeltà punita von Antonio Lotti, 1711
- Publio Cornelio Scipione von Carlo Francesco Pollarolo, 1712
- L’infedeltà punita von Carlo Francesco Pollarolo, 1712
- Spurio postumio von Carlo Francesco Pollarolo, 1712
- Porsenna von Antonio Lotti, 1713
- Irene augusta von Antonio Lotti, 1713
- Semiramide von Carlo Francesco Pollarolo, 1714
- Il germanico von Carlo Francesco Pollarolo, 1716
- Foca suberbo von Antonio Lotti, 1716
- Ariodante von Carlo Francesco Pollarolo, 1716
- Alessandro Severo von Antonio Lotti, 1717
- Eumene von Tomaso Albinoni, 1717
- Astianatte von Antonio Maria Bononcini, 1718
- Ifigenia in Tauride von Giuseppe Maria Orlandini, 1719
- Leucippo e Teonoe von Antonio Pollarolo, 1719
- Paride von Giuseppe Maria Orlandini, 1720
- Il Lamano von Michelangelo Gasparini, 1720
- Teodorico von Giovanni Porta, 1720
- Nerone von Giuseppe Maria Orlandini, 1721
- Lucio Papirio dittatore von Antonio Pollarolo, 1721
- Plautilla von Antonio Pollarolo, 1721
- Giulio Flavio Crispo von Giovanni Maria Capelli, 1722
- Romolo e Tazio von Carlo Luigi Pietragrua, 1722
- Venceslao von Giovanni Maria Capelli, Antonio Pollarolo und Giacomo Porta, 1722
- Mitridate, re di Ponto vincitor di se stesso von Giovanni Maria Capelli, 1723
- Gli equivoci d’amore e d’innocenza von Francesco Gasparini, 1723
- Ipermestra von Geminiano Giacomelli, 1724
- Il trionfo della virtù von Francesco Brusa, 1724
- Il più fedel tra gli amici von Michelangelo Gasparini, 1724
- Berenice von Giuseppe Maria Orlandini, 1725
- Siface von Nicola Porpora, 1725
- Il trionfo di Flavio Olibrio von Giacomo Porta, 1726
- Meride e Selinunte von Nicola Porpora, 1727
- Aldiso von Giacomo Porta, 1727
- Arianna e Teseo von Nicola Porpora, 1727
- Argene von Leonardo Leo, 1728
- Ezio von Nicola Porpora, 1728
- Catone in Utica von Leonardo Leo, 1729
- Semiramide riconosciuta von Nicola Porpora, 1729
- L’abbandono di Armida von Antonio Pollarolo, 1729
- Onorio von Francesco Ciampi, 1729
- Artaserse von Johann Adolph Hasse, 1730
- Idaspe von Carlo Broschi, 1730
- Massimiano von Giuseppe Maria Orlandini, 1731
- Demetrio von Johann Adolph Hasse, 1732
- L’Issipile von Giacomo Porta, 1732
- Epaminonda von Geminiano Giacomelli, 1732
- Adriano in Siria von Geminiano Giacomelli, 1733
- Merope von Geminiano Giacomelli, 1734
- La clemenza di Tito von Leonardo Leo, 1735
- Rosbale von Nicola Porpora, 1737
- Demofoonte von Gaetano Latilla, 1738
- Alessandro Severo von Andrea Bernasconi, 1738
- Viriate von Johann Adolph Hasse, 1739
- Ottone von Gennaro D’Alessandro, 1740
- Oronte re de' Sciti von Baldassarre Galuppi, 1740
- Didone abbandonata von Andrea Bernasconi, 1741
- Tigrane von Giuseppe Arena, 1741
- Merope von Niccolò Jommelli, 1741
- Statira von Nicola Porpora, 1742
- Il Bajazet von Andrea Bernasconi, 1742
- Semiramide riconosciuta von Niccolò Jommelli, 1742
- La ninfa Apollo von Andrea Bernasconi, 1743
- Arsace von Baldassarre Galuppi, 1743
- Siroe re di Persia von Gennaro Manna, 1743
- Meride e Selinunte von Pietro Chiarini, 1743-4
- Ipermestra von Christoph Willibald Gluck, 1744
- Semiramide riconosciuta von Johann Adolph Hasse, 1744
- Antigono von Andrea Bernasconi, 1745
- Sofonisba von Niccolò Jommelli, 1745
- Artaserse von Girolamo Abos, 1746
- Tito Manlio (zweite Fassung) von Niccolò Jommelli, 1746
- Evergete von Lorenzo Gibelli, 1748
- Ciro riconosciuto (zweite Fassung) von Niccolò Jommelli, 1749
- Siroe von Gioacchino Cocchi, 1750
- Artaserse von Antonio Gaetano Pampani, 1750
- Didone abbandonata von Gennaro Manna, 1751
- Le nozze di Paride von Baldassarre Galuppi, 1756
- Cajo Mario von Baldassarre Galuppi, 1764
- Notte si fausta von Ferdinando Bertoni, 1764
- Achille in Sciro von Florian Leopold Gassmann, 1766
- Il finto pazzo per amore von Michele Mortellari, 1779
- L’arrivo del burchiello da Padova a Venezia von Luigi Caruso, 1780
- Il geloso corretto von Francesco Gnecco, 1803
- Il finto fratello von Francesco Gnecco, 1803
- La prima prova dell'opera Gli Orazi e Curiazi von Francesco Gnecco, 1803
- Irene e Fliandro von Luigi Antonio Calegari, 1808